# Petrosavodsk
Petrosavodsk (russisk: Петрозаво́дск, tr. Petrozavódsk; karelsk: Petroskoi) er hovedstaden i Republikken Karelija i den russiske føderation. Byen har 279.190(2018) indbyggere og strækker sig over 27 km langs den vestlige bred af Onegasøen. Byen betjenes af Besovets Airport.

## Historie
Byen blev grundlagt den 1. september 1703  som Petrovskaya Sloboda af Fyrst Mensjikov efter befaling fra Peter den Store, der manglede et nyt jernstøberi til fremstilling af kanoner og ankre til Østersøflåden i den Store Nordiske Krig. I starten fik støberiet navnet Shuysky zavod (dvs. fabrikken ved Shuya floden"), men 10 år senere blev den omdøbt til Petrovskij zavod, efter den regerende Zar. Det er herfra byens nuværende navn stammer.
I 1717 var Petrovskaya Sloboda blevet den største bosættelse i Karelen med omkring 300 indbyggere, et fort af træ, et overdækket marked og miniature paladser til Zaren og Mensjikov. Byens vartegn var trækirken indviet til Sankt Peter og Paul, der blev genopbygget i 1772 og renoveret i 1789. Kirken beholdt sit oprindelige iconostasis indtil dette minde fra Peters regeringstid blev ødelagt ved en brand den 30. oktober 1924.
Efter Peters død faldt indbyggertallet i Petrovskaya Sloboda og det gik nedad for jernstøberiet. Det blev lukket i 1734, selv om udenlandske industrifolk opretholdt kobberstøberiet i nærheden.
Industrien blev genoplivet i 1771, da Katarina den Store etablerede et nyt jernstøberi oppe ad Lososinka floden. Det var meningen at det skulle levere kanoner til den igangværende russisk-tyrkiske krig og støberiet fik navnet Alexandrovskij, efter Alexander Nevskij, der blev betragtet som skytshelgen for området. Støberiet blev moderniseret og udvidet under opsyn af Charles Gascoigne i 1787-1796. Lokale eksperter hævder, at verdens første jernbane (чугунный колесопровод) blev indviet til brug for Alexandrovskij støberiet i 1788.
Under Katarinas kommunereform i 1777 fik Petrovskaya Sloboda byrettigheder, hvorpå den blev omdøbt til Petrosavodsk. Et nyt neoklassisk bycentrum blev derefter bygget omkring det nyanlagte runde torv. I 1784 var Petrosavodsk stor nok til at erstatte Olonets som det administrative centrum i regionen. Selv om zar Paul 1. af Rusland afskaffede Olonets Guvernement, blev det genoplivet som et særskilt guvernement i 1801, med Petrosavodsk som det administrative centrum.
I 1908 havde byen 13.669 indbyggere.

### Mellemkrigstiden
Efter den russiske revolution, især i 1920'erne og i begyndelsen af 1930'erne, kom mange udenlandske kommunister til byen og omegnen for at skabe et nyt socialistisk samfund i Karelen. De fleste var flygtende finner efter den finske borgerkrig. De kom enten direkte fra Finland eller via USA eller Canada. Blandt tilflytterne var tillige en gruppe Kirunasvenskere, der kom til Karelen af samme årsager, de fleste forsvandt under udrensningerne i 1930'erne.[kilde mangler] Massearrestationer indledtes i Petrosavodsk i 1937, og samtidig forsvandt den finsksprogede avis Punainen Karjala (Det røde Karelen), som havde været organ for finske og karelske læsere i Petrosavodsk, ligesom det finske sprog blev forbudt.

### Besat af finske tropper
Under den finske besættelse af Østkarelen i Fortsættelseskrigen (1941–1944), besatte finske tropper den 1. oktober 1941 byen og valgte at kalde byen Äänislinna (eller Ääneslinna) frem for det traditionelle, karelske navn Petroskoi. Det nye navn var en bogstavelig oversættelse af Onegaborg, som var navnet på en bosættelse nær ved byen på et kort af Abraham Ortelius fra 1500-tallet. I stedet for at optage Østkarelen som en ligeværdig del af Finland, med samme rettigheder, kom området under militærstyre af den "østkarelske militærforvaltning".
Mens de opholdt sig i Petrosavodsk fjernede militærstyret de sovjetiske mindesmærker, blandt andet blev Lenin-statuen i det centrale Petrosavodsk erstattet med en finsk feltkanon og placeret på en fjern plads.
Den sovjetiske forvaltning i Østkarelen havde evakueret størstedelen af befolkningen, og af de tilbageværende var knap halvdelen på den ene eller anden måde af finsk "oprindelse". Den tilbageværende russiske befolkning fik bevægelsesfriheden indskrænket, og diverse restriktioner indførtes i Østkarelen for hele befolkningen. Civile russere blev tvangsforflyttet til koncentrationslejre, der blev holdt i gang indtil Den Røde Hær befriede området. Den første lejr blev oprettet den 24. oktober 1940 og var placeret i Petrosavodsk. Seks sådanne lejre blev oprettet i Petrosavodsk, med omkring 25.000 kvinder, børn og gamle. En kilde anslået 4.000 mennesker omkom der, primært på grund af fejlernæring, de fleste døde i løbet af foråret og sommeren 1942. Ud over indespærringen i lejre ghettoiseredes andre russere og flere bydele var afspærret med pigtråd.
Forholdene for de internerede var vanskelige i de finske lejre, men forbedredes efterhånden. Røde Kors og journalister fra blandt andet de svenske aviser Dagens Nyheter og Svenska Dagbladet gjorde flere inspektionsrejser til Østkarelen og lejrene, som efterfølgende blev omtalt i aviserne.[kilde mangler]
Byen var besat af finske tropper i næsten tre år inden den blev befriet af den Røde Hær den 28. juni 1944. Inden de forlod byen udleverede de finske tropper to ugers fødevarerationer til byens indbyggere,[kilde mangler] hvilket regnedes som en enestående hændelse i militærhistorien. Desuden stillede man de utallige forråd, som man ikke kunne evakuere tilbage til Finland, til de forbipasserende troppers[kilde mangler] og civilbefolkningens rådighed fx forråd af mad og klæder; der imod blev brændselsreserverne sat i brand.

## Vartegn
Petrosavodsk adskiller sig fra andre byer i det nordlige Rusland ved sin neoklassiske arkitekturarv, som omfatter Den Runde Plads (1775), genskabt i 1789 og 1839 samt Alexander Nevskij-katedralen, der blev indviet i 1832. Blandt byens seværdigheder er statuerne af Peter den Store i bronze og granit af Ippolit Monighetti (1873) og Gavrila Derzhavin (en russisk digter, der var guvernør af Olonets i det 18. århundrede).
Byen har havnefront ud mod Petrosavodsk bugten. Den moderne kaj, som blev indviet i 1994 af en blanding af karelsk granit og marmor. Den er indrammet af postmodernistiske skulpturer, som byen har fået foræret af sine venskabsbyer verden over. Der er et birkekrat, der hvor den første kirke i Petrosavodsk blev bygget i 1703.
Petrosavodsk rummer det karelske filharmoniske orkester (1933), det karelske musikteater (1955, skulptur af Sergei Konenkov), Karelens Folkebibliotek (1959), Finsk dramateater (1965), et universitet opkaldt efter Otto Ville Kuusinen, et konservatorium, et bymuseum grundlagt i 1871, samt en afdeling af Det russiske Videnskabsakademi.

## Omegn
Landsbyen Shoksha nær Petrosavodsk rummer et stenbrud med rød og lyserød kalksten, som bl.a. blev brugt ved byggeriet af Isaak-katedralen og Lenins mausoleum.
Forstaden Martsialnye Vody er den ældste kurbadeby (spa) i Rusland. Den blev grundlagt af Peter den Store i 1714, og han besøgte byen fire gange. Navnet betyder "Mars' vande". Selv om Peter's palads i Martsialnye Vody ikke har overlevet er der et museum om kurbadets historie.
Fra havnen i Petrosavodsk kan man sejle med hydrofoil-båd til øen Kizhi, en Verdensarvs lokalitet med friluftsmuseum om træarkitektur.

## Demografi
Befolkningsudvikling (1897-2010)
| År   | Indbyggere |
| ---- | ---------- |
| 1897 | 12.522     |
| 1926 | 26.000     |
| 1939 | 69.723     |
| 1959 | 135.256    |
| 1970 | 184.481    |
| 1979 | 234.103    |
| 1989 | 269.485    |
| 2002 | 266.160    |
| 2010 | 261.987    |

## Personer fra Petrosavodsk
- Jurij Dmitrijev (1956-), historiker[9]

## Venskabsbyer
- Brest, Hviderusland.
- Duluth, USA.
- La Rochelle, Frankrig.
- Neustrelitz, Tyskland.
- Neubrandenburg, Tyskland.
- Rana, Norge.
- Tübingen, Tyskland.
- Umeå, Sverige.
- Varkaus, Finland.
- Joensuu, Finland.